# 妻木氏
妻木氏（つまきし）は、美濃源氏土岐氏の庶流の明智氏の一族。美濃土岐郡の国人。
江戸幕府成立後に本家は7,500石の交代寄合となったが三代で断絶し、分家4家は旗本として明治に至った。

## 歴史
『寛永系図』によると、土岐光定の9世の孫である彦九郎弘定がその根拠地であった妻木郷（現・岐阜県土岐市妻木町）から妻木氏を称したことに始まるという。
また土岐頼貞の孫の頼重(民部少輔)より出ているともされる。
元応2年(1320年)8月に、頼重(民部少輔)は妻木郷を領して妻木城を築き、代々が居城した。頼重を初代とする説もある。
頼重の曽孫の土岐頼秋には子供が無く、二人の弟に領地を分け与えた。次弟の頼秀は明智氏の祖となり、末弟の頼照が妻木氏の祖となったという説もある。
同じ土岐氏の庶流である明智氏とは深い関係があったとされ、明智氏の庶流であるともされる。
明智光秀の正室煕子は妻木氏の出身である。

## 本家（妻木藤右衛門家）
関ヶ原の戦いでは東軍に属し、前哨戦の東濃の戦いで戦功を挙げた妻木貞徳の嫡男の妻木頼忠は江戸幕府成立後は交代寄合格の旗本となり、7,500石を領し、妻木城を廃して、城の麓に妻木陣屋（妻木城士屋敷）を築き知行所を支配した。
元和9年（1623年）に頼忠が没し妻木頼利が家督を継いだ。
承応元年（1652年）には頼利の子の妻木頼次が家督を継いだ。
この時、兄弟の不和により妻木騒動が起きて、頼次は弟の妻木幸広に、土岐郡大富村500石を分知し、7,000石となった。
万治元年（1658年）頼次が江戸へ参勤途中に箱根付近で卒去すると嗣子が無く、妻木本家（妻木藤右衛門家）は断絶し改易となり、妻木陣屋も廃された。
【知行所】土岐郡妻木村・大富村・下石村・土岐口村・高山村・久尻村・浅野村の一部・多治見村・笠原村
- 改易後に妻木村を除く知行所は幕府領となり、笠松陣屋が管轄した。

【江戸屋敷】現在の東京都港区西新橋3丁目25番地にあった。
```
宗家

　
明智頼重
```

　　┃
```
　
頼篤

 　┃
　
頼邦
```

　　┃
```
　
頼照

 　┃
　
頼俊

 　┃
　
弘定

 　┃
　
広俊

 　┃
　
広美

 　┃
　
頼安

 ┏┻━┓

広忠
　
範熈

 ┃　　┃

貞徳
　
煕子
 ━━━━┳━ 
明智光秀

 ┣━━┳━━┓　　┃

頼忠
　
頼久
　
頼通
　
珠子
 ━━ 
細川忠興

 ┣━━┳━━┓

頼利
　
頼遠
　
康広

 ┣━━┓

頼次
　
幸広
```

## 分家

### 上郷妻木家（妻木傳兵衛家）
本家は断絶したものの、分知していた妻木幸広が、土岐郡大富村から妻木上郷へ領地替されたことにより、新たに陣屋を築いて（在地代官は日東氏）代々507石の旗本（小普請）として続いた。
【知行所】
- 土岐郡大富村　⇒　妻木村上郷(506石5斗4升0合0勺0才9撮)

【江戸屋敷】牛込原町にあり、現在の東京都新宿区原町2丁目43番地にあった。
```
上郷妻木家

幸広
 ┃

光広

 ┃

頼豊

 ┃

頼広

 │

光広

 │

頼興

 ┃

頼幸

 ┣━━┓

頼徳
　頼功
```

### 上総妻木家（妻木多門家）
妻木貞徳の二男、妻木之徳（頼久）は旗本となり、1613年に上総・下総で500石の知行地を賜り、後に丹波・近江で500石を加増されて、合わせて1,000石を知行した。
安政6年（1859年）、上郷妻木家（妻木伝兵衛家）7代　妻木頼幸次男の妻木頼功（源三郎）が、上総妻木家を継いで11代当主となった。同年に御書院番から御使番、文久元年（1861年）に御目付となった。幕末に長崎奉行代となり赴くも、間もなく長崎で没した。
その子妻木頼黄は明治以降に建築家として横浜赤レンガ倉庫などの建築を手がけた。
【知行所】
- 上総国
  - 山辺郡真亀村の内(327石5斗6升2合4勺0才8撮)
- 下総国
  - 香取郡坂村(63石8斗0升9合9勺7才8撮)・鳩山村(43石5斗4升0合0勺0才1撮)・新里村(21石5斗3升0合0勺0才1撮)
- 近江国
  - 愛知郡妹村の内(250石)
- 丹波国
  - 桑田郡太田村の内(250石)

【江戸屋敷】赤坂築地にあり、現在の東京都港区赤坂6丁目1番地にあった。
```
上総妻木家

之徳（頼久）（室・
熊本藩
士木野左兵衛の親族）
 ┃

永徳

 │

頼次

 ┃

頼辰

 ┣━━┓

頼道
　頼長
 │　↙

頼長

 ┣━━┓

釣貞
　頼愛
 │　↙

頼愛

 ┃

頼農

 ┃

頼善
　頼幸
 │┏━┛
 
頼功

  ┃
 
頼黄
```

### 下郷妻木家（妻木主計家）
妻木貞徳の三男、妻木重吉（頼通）は、当初は松平忠吉に800石で仕えていたが、松平忠吉が死亡後、無嗣の為に改易されると、幕府に美濃可児郡内の1,005石の旗本として取り立てられた。子の妻木重直（頼熊・彦右衛門）は、妻木村下郷の830石と相模国内の1,122石を加増された。
後に勘定奉行や長崎奉行を歴任したことで加増され、2,958石となった。この後も下郷妻木家（妻木平四郎家）の家系は奈良奉行や浦賀奉行を歴任した。
二代目の重直は、初代重吉（頼通）の遺言により、知行所の可児郡古屋敷村に吉祥寺を開基した。
- 2代 妻木重直
- 3代 妻木頼保
- 4代 妻木頼隆

【知行所】
- 美濃国
  - 土岐郡　妻木村下郷(830石5斗8升9合2勺9才4撮)
  - 可児郡　古屋敷村(402石3斗5升0合8勺0才0撮)・渕之上村(206石0斗8升2合1勺0才8撮)・瀬田村の内(396石5斗0升6合9勺8才9撮)
- 相模国
  - 大住郡高森村の内(413石0斗5升2合0勺0才2撮)
  - 愛甲郡小野村(709石2斗2升7合6勺6才1撮)

【江戸屋敷】赤坂薬研坂にあり、現在の東京都港区赤坂4丁目10番地にあった。
```
下郷妻木家

頼通
　　　
真田幸政

 ┣━━┓　　┃

頼熊
　
重門
　
幸吉

 ┣━━┓┌─┘

頼保
　 
幸頼

 ┃

頼隆

 │

頼直

 ┃

頼栄

 │

頼篤

 ┃

頼徳

 ┃

頼欽
```

幕末に江戸屋敷と陣屋との間で連絡が取れず、官軍の東征総督に対し恭順の意を示すことができなかったため、妻木氏は方向不定ということで知行所を召し上げられた。

### 常陸妻木家（妻木平重郎家）
下郷妻木氏（妻木平四郎家）の分家。妻木重吉の二男、妻木重門が初代で、徳川家光に仕えて御小姓組をつとめ、蔵米300俵を賜った。
その後御書院番に移り、寛永10年（1633年）に200石の加増をされて蔵米を知行地に改められて旗本となり、常陸国内で500石を知行した。同年、進物役を勤めた。
- 8代目　妻木頼矩

【知行所】
- 常陸国
  - 鹿島郡　筒井村 181石6斗2升・木瀧村 117石6斗8升・升賀村 164石2斗1升・平泉村 36石5斗7升

【江戸屋敷】牛込若宮にあり、現在の東京都新宿区神楽坂5丁目36番地の毘沙門天善國寺に付近にあった。

### 熊本藩士妻木家
上総妻木家（妻木頼久・之徳）から分家か。熊本藩士木野家（妻木頼久・之徳の室が木野家出身）との縁戚関係ありか。
初代、勘兵衛　　
（1）六番筑紫左近組　三百石　（真源院様御代御侍名附）（2）三百石　（真源院様御代御侍免撫帳）（3）有吉頼母允組　三百石（寛文四年六月・御侍帳）
2代、源左衛門　　
　御使番・続団右衛門組　御目付　三百石　（御侍帳・元禄五年比カ）細川綱利公御書出（天和三年）三百石
3代、勘左衛門・正方　
三百石　御番方八番　屋敷・古京町　享保十二年六月～享保十二年九月　奉行
妻木勘左衛門減知覚（享保十七年五月）減知二百石
4代、勘兵衛
5代、勘五（勘左衛門）　　百石
6代、吉左衛門　御番方・朽木内匠組　旧知百石
7代、勇之助（源左衛門）元左衛門—百石
8代、要助（勘兵衛）須佐美権之允組・御留守居御番方　百石
9代、源十郎　百石

### 加賀藩士妻木家
初代、康広（左京）　父・妻木頼忠、500石、大坂の陣で戦死。
二代（養子）、九八郎　父・妻木某（妻木貞徳の子）、弟・政綱、切腹絶家。子に勝教。

### 和歌山藩士妻木家
初代、政綱（嘉左衛門・外記）　父・妻木某（妻木貞徳の子）、兄・九八郎、500石。
二代（養子）、勝教　父・加賀藩士妻木九八郎。

### 長州藩士妻木家
系譜不明、幕末期に長州藩で活躍。吉田松陰の先祖である吉田矩之は妻木半平の子であり、幕末期にはその縁で吉田松陰の教えを受けて活動する。
妻木忠朝
妻木忠順（1825年 - 1863年） - 藩校明倫館における吉田松陰の山鹿流高弟。
妻木忠篤（1846年 - 1890年） - 吉田松陰の山鹿流門人で、松下村塾塾生。維新後は岡山県書記官となり、第三高等中学校医学部（現・岡山大学医学部）の設置に尽力。

## 妻木氏関連神社
- 八幡神社 (土岐市妻木町)

## 妻木氏関連寺院
- 崇禅寺 (土岐市)
- 慈徳院 (土岐市)
- 広福寺 (土岐市)
- 渓雲寺 (多治見市)
- 永明寺 (多治見市)

## 参考資料
- 『寛政重脩諸家譜 第二輯』國民圖書、1923年4月21日。
- 千鹿野茂『続家紋でたどるあなたの家系』八木書店、1998年12月25日。ISBN 978-4797107326。
- 梶田太郎「中・近世における小城下町の地域的展開―――美濃国土岐郡妻木を事例に――」『歴史地理学』第4巻第2号、歴史地理学会、2002年3月、45-59頁。

## 関連リンク
・旗本 妻木氏～下郷妻木家とその分家～
・旗本 妻木氏～上郷妻木家と上総妻木家～
| サブスタブ | この項目は、まだ閲覧者の調べものの参照としては役立たない、書きかけの項目です。この項目を加筆・訂正などしてくださる協力者を求めています。このテンプレートは分野別のサブスタブテンプレートやスタブテンプレート（Wikipedia:分野別のスタブテンプレート参照）に変更することが望まれています。 |